# Хач (Јута)
Хач (енгл. Hatch) град је у америчкој савезној држави Јута.

## Демографија
По попису из 2010. године број становника је 133, што је 6 (4,7%) становника више него 2000. године.
| Група             | 2000.       | 2010.       |
| Белци             | 119 (93,7%) | 131 (98,5%) |
| Афроамериканци    | 0 (0,0%)    | 0 (0,0%)    |
| Азијати           | 5 (3,9%)    | 0 (0,0%)    |
| Хиспаноамериканци | 2 (1,6%)    | 1 (0,8%)    |
| Укупно            | 127         | 133         |